# Ótátrafüred vasútállomás
Ótátrafüred vasútállomás (Starý Smokovec) vasútállomás a Csorbatóhoz közel az Eperjesi kerületben Szlovákiában. A Tátrai villamosvasút csomópontja: a Csorbató és Poprád fővonal (183) egyik állomása, valamint Ótátrafüred–Tátralomnic szárnyvonal (184) végállomása. Az állomás jelenleg a Železnice Slovenskej republiky (ŽSR) tulajdonában van, a Železničná spoločnosť Slovensko a.s. üzemelteti. 

## Története
Az állomás 1908. december 17-én nyílt meg a Tátrai villamosvasút (TEŽ) első szakaszának (Poprád-Tátra–Ótátrafüred) részeként. 1911. december 16-án ideiglenes visszafordító állomássá vált az Ótátrafüred és Tátralomnic közötti 6 km hosszú szárnyvonal megnyitásával. Az állomás végül 1912. augusztus 13-án vált csomóponti állomássá, amikor a TEŽ fővonalának maradék szakasza elkészült Ótátrafüred és Csorbató között.

## Fekvése
Az állomás Poprádtól 10 km-re északra fekszik.

## Az állomás
Az állomásépület egy tetszetős, háromszintes favázas épület, melyben információs és jegypénztár, étterem, valamint mosdóhelyiség található.

## Kapcsolódó állomások
A vasútállomáshoz az alábbi állomások vannak a legközelebb:
- Újtátrafüred megállóhely (Csorbató vasútállomás, Poprad-Tatry – Štrbské Pleso railway line)
- Alsótátrafüred megállóhely (Poprád-Tátra vasútállomás, Poprad-Tatry – Štrbské Pleso railway line)
- Pekná Vyhliadka (Tatranská Lomnica railway station, Starý Smokovec – Tatranská Lomnica railway line)

## Vasútvonalak
Az állomást az alábbi vasútvonalak érintik:
- 183 Poprád-Felka – Ótátrafüred – Csorbató (Tátrai villamosvasút)